# Diocesi di Termesso

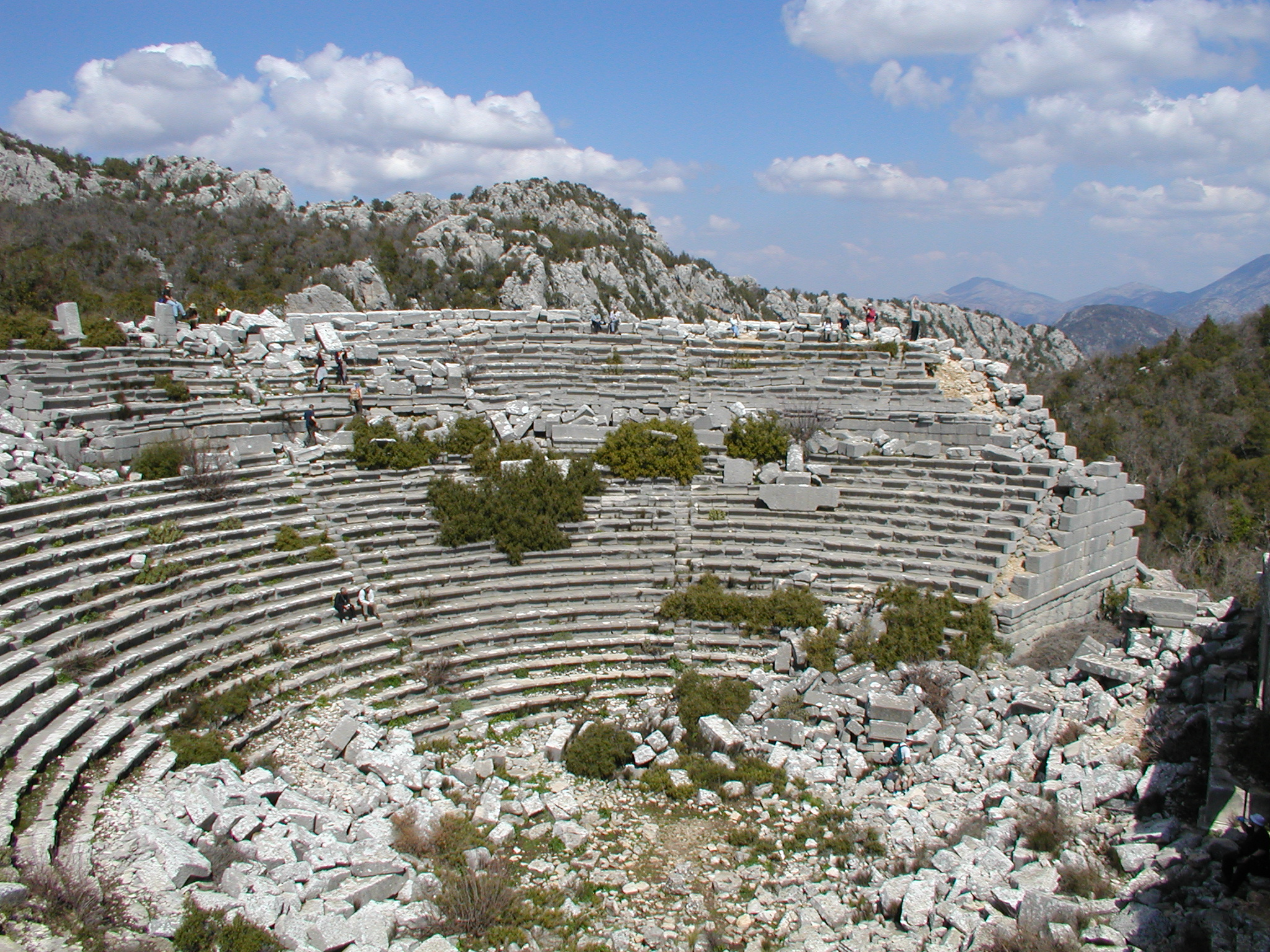
Resti del teatro di Termessos.

La diocesi di Termesso (iin latino Dioecesis Termessensis) è una sede soppressa del patriarcato di Costantinopoli e una sede titolare della Chiesa cattolica.

## Storia
Termessos, identificabile con le rovine sul monte Güllük Dağı nell'odierna Turchia, è un'antica sede episcopale della provincia romana della Panfilia Seconda nella diocesi civile di Asia. Faceva parte del patriarcato di Costantinopoli ed era suffraganea dell'arcidiocesi di Perge.
La diocesi, con il nome di Telmesso, è documentata nelle Notitiae Episcopatuum del patriarcato di Costantinopoli fino al XII secolo.
Sono quattro i vescovi conosciuti di questa antica diocesi. Evresio (Heuresios) prese parte al primo concilio ecumenico celebrato a Nicea nel 325. Timoteo è documentato in diverse occasioni nel corso del 431; in particolare, fu tra i padri del concilio di Efeso, durante il quale ebbe un ruolo di una certa importanza, quando fece parte di una delegazione inviata per ordinare a Giovanni di Antiochia di comparire davanti all'assemblea conciliare. Il 22 novembre 448, durante una seduta del sinodo permanente di Costantinopoli, il vescovo Sabiniano sottoscrisse la condanna del monaco Eutiche, sostenitore delle tesi monofisite. Infine il vescovo Aussenzio sottoscrisse nel 458 la lettera dei vescovi della Panfilia Seconda all'imperatore Leone I dopo la morte del patriarca Proterio di Alessandria: con questa lettera i vescovi approvavano il concilio di Calcedonia e ritenevano invalida l'elezione di Timoteo Eluro sulla sede di Alessandria.
Le fonti indicano che nella prima metà del V secolo Termessos era unita con la sede di Eudociade; infatti nel concilio di Efeso del 431 e nel sinodo del 448 i vescovi Timoteo e Sabiniano si presentano come episcopi Termessi et Eudociadis.
Dal XIX secolo Termesso è annoverata tra le sedi vescovili titolari della Chiesa cattolica; la sede è vacante dal 25 maggio 1981.

## Cronotassi

### Vescovi greci
- Evresio † (menzionato nel 325)
- Timoteo † (menzionato nel 431)
- Sabiniano † (menzionato nel 448)
- Aussenzio † (menzionato nel 458)

### Vescovi titolari
- Luigi Calza, S.X. † (18 settembre 1911 - 27 ottobre 1944 deceduto)
- Stephanus Joseph Maria Magdalena Kuijpers, C.SS.R. † (8 febbraio 1946 - 7 maggio 1958 nominato vescovo di Paramaribo)
- Adolf Fürstenberg, M.Afr. † (11 dicembre 1958 - 25 aprile 1959 nominato vescovo di Abercorn)
- Honorato Piazera, S.C.I. † (11 luglio 1959 - 14 dicembre 1961 nominato vescovo di Nova Iguaçu)
- José Miguel Medina † (9 giugno 1962 - 8 settembre 1965 nominato vescovo di Jujuy)
- Neemeh Simaan † (21 settembre 1965 - 25 maggio 1981 deceduto)